# Vaejovis granulatus
Espèce
Vaejovis granulatus est une espèce de scorpions de la famille des Vaejovidae.

## Distribution
Cette espèce est endémique du Mexique. Elle se rencontre au Morelos, dans l'État de Mexico et à Mexico.

## Description
La femelle holotype mesure 33 mm.

## Publication originale
- Pocock, 1898 : « The scorpions of the genus Vaejovis contained in the collection of the British Museum. » Annals and Magazine of Natural History, sér. 7, vol. 1, p. 394-400 (texte intégral).